# Rauer Eibisch
Der Raue Eibisch (Althaea hirsuta), auch Rauhaariger Eibisch genannt, ist eine Pflanzenart aus der Gattung der Eibisch (Althaea) in der Unterfamilie der Malvoideae innerhalb der Familie der Malvengewächse (Malvaceae).

## Beschreibung

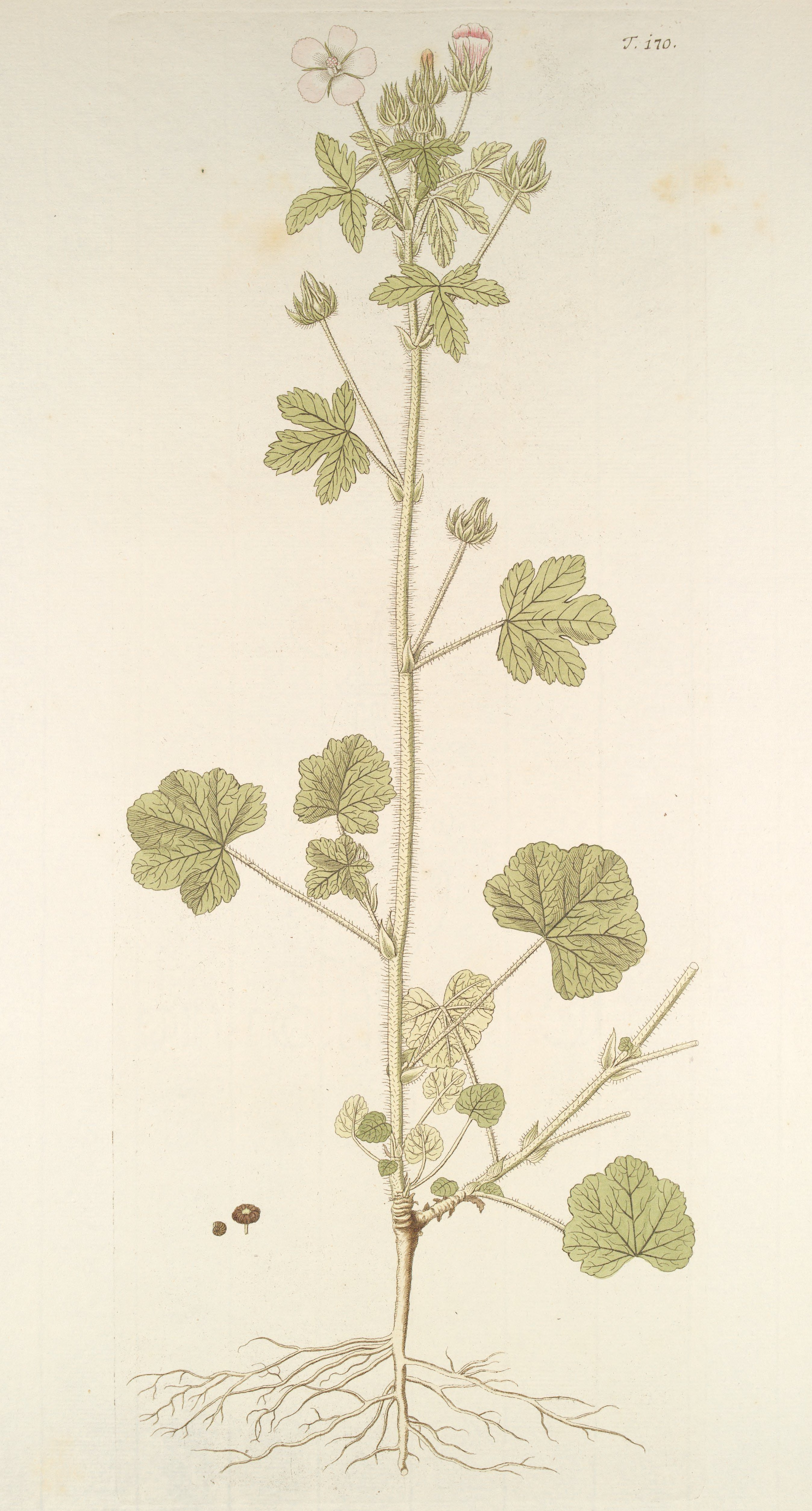
Illustration aus Florae Austriacae, Volume 2, Tafel 170

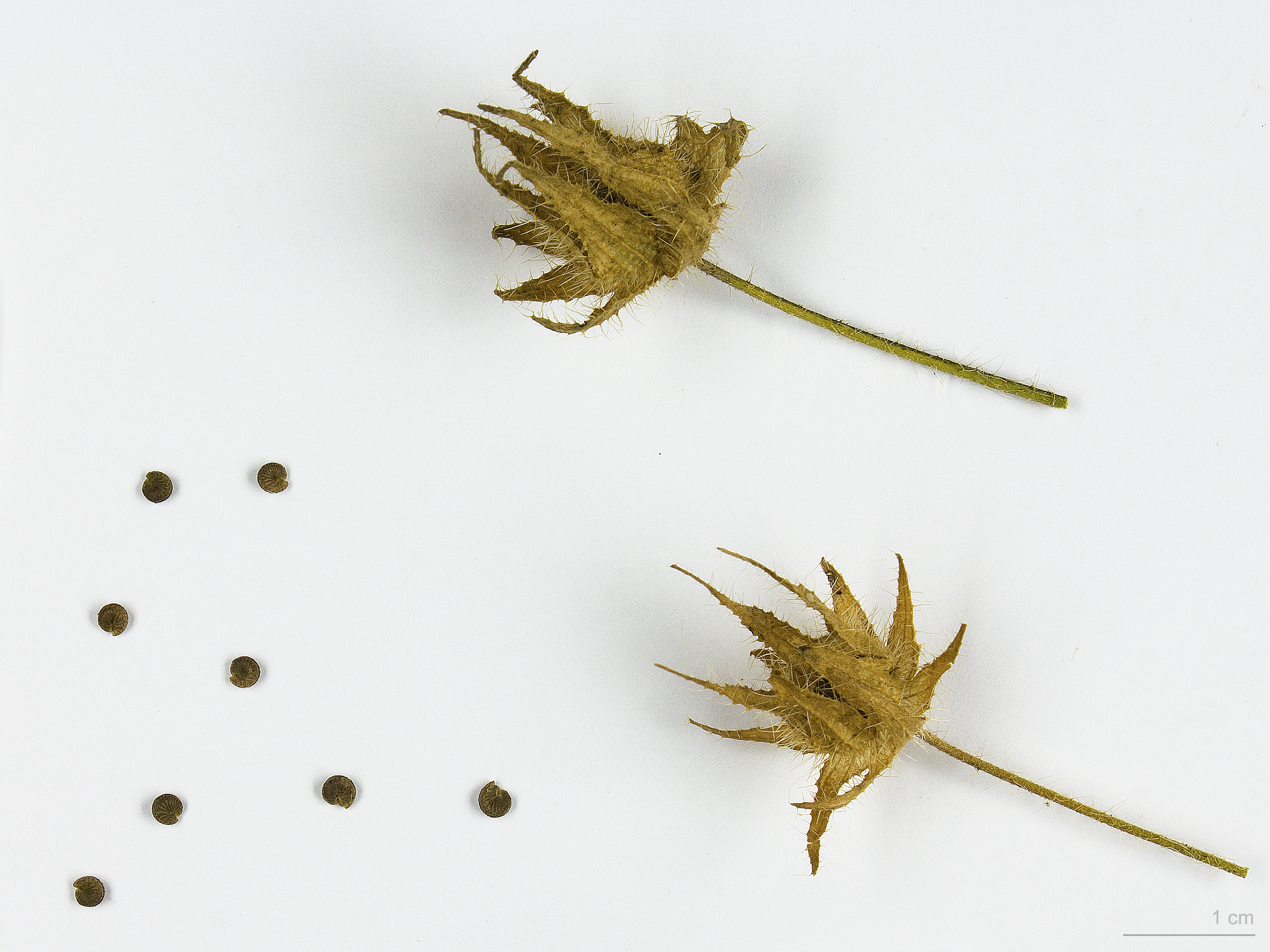
Außenkelch und Teilfrüchte

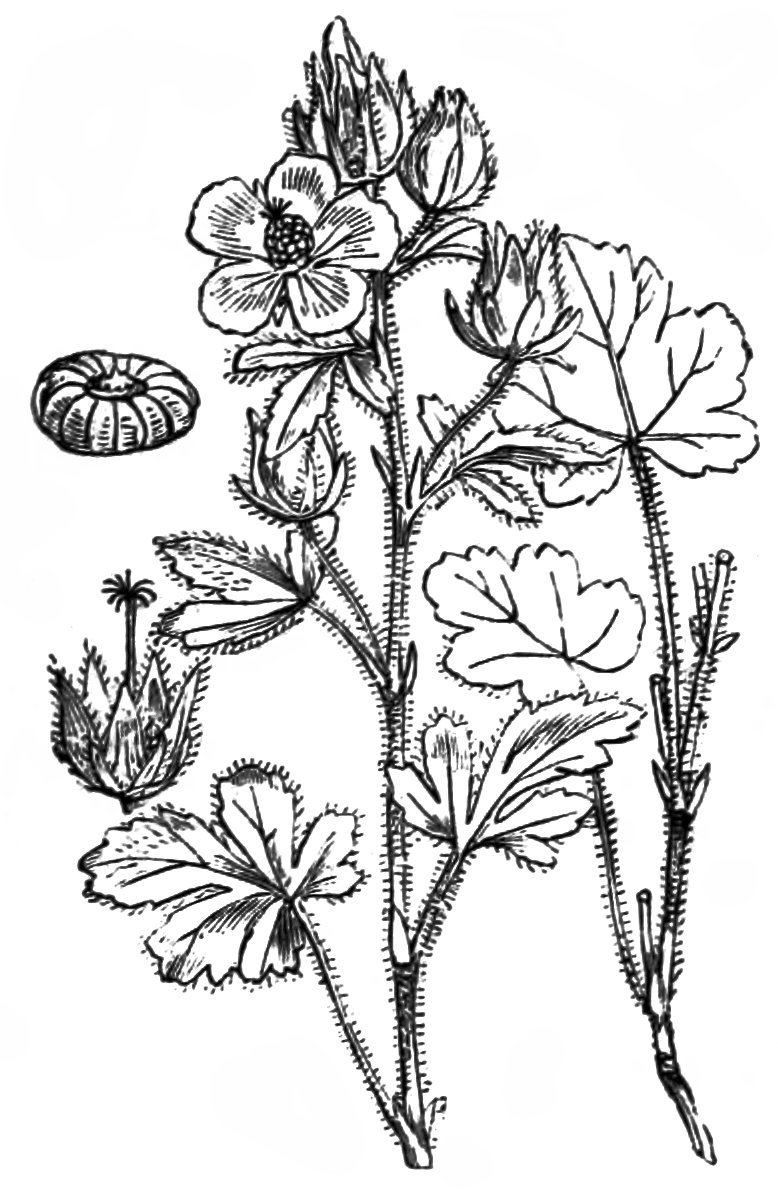
Illustration

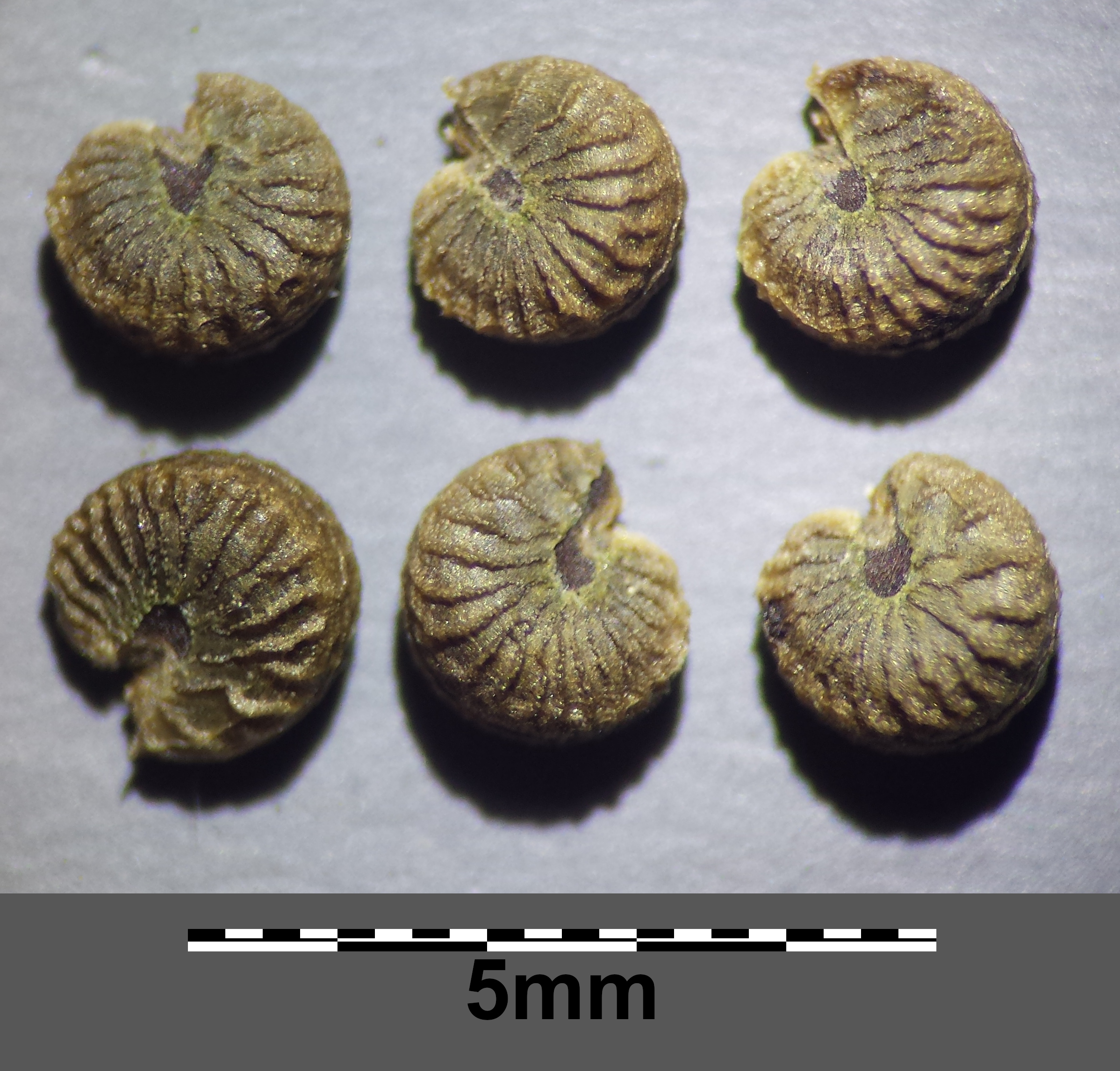
Teilfrüchte

### Vegetative Merkmale
Der Raue Eibisch wächst als einjährige krautige Pflanze, die Wuchshöhen von 30 bis 60 Zentimetern erreicht. Die Blatt- und Blütenstiele sind mit langen, steifen Borstenhaaren bedeckt (Indument).
Die wechselständig am Stängel angeordneten Laubblätter sind in Blattstiel und -spreite gegliedert. Die oberen Stängelblätter sind bis nahe zur Spreitenbasis drei- bis fünfteilig und die mittleren Stängelblätter handförmig drei- bis fünfspaltig.

### Generative Merkmale
Die Blütezeit reicht von Mai bis August. Die Blüten stehen einzeln in den Blattachseln und ihre Stiele sind länger als die Tragblätter.
Die zwittrigen Blüten sind fünfzählig und bei einem Durchmesser von etwa 2,5 Zentimeter radiärsymmetrisch. Die Außenkelchblätter sind 6 bis 9 Millimeter lang und am Grunde verwachsen. Die fünf Kelchblätter sind spitz. Die fünf rosa- bis blasslilafarbenen Kronblätter sind bei einer Länge von 12 bis 17 Millimetern kaum länger als die Kelchblätter.
Die Teilfrüchte sind kahl und am Rücken runzelig.
Die Chromosomenzahl beträgt 2n = 50.

## Vorkommen
Das ursprüngliche Verbreitungsgebiet des Rauen Eibisch ist der Mittelmeerraum. In Mitteleuropa ist er nur eingeschleppt und meist unbeständig. In Mitteleuropa tritt er vereinzelt auf in der Eifel, der Pfalz, im Schwäbisch-Fränkischen Muschelkalkgebiet, auf der Baar, in Thüringen, in wärmeren Gebieten der Schweiz, in Niederösterreich, im Burgenland und in der östlichen Steiermark.
Der Raue Eibisch gedeiht am besten auf kalkhaltigen Lehm- oder Tonböden in Lagen mit warmen Sommern. Er besiedelt Ödland und Hackfruchtäcker. Er kommt vor allem in Gesellschaften des Verbands Fumario-Euphorbion vor, findet sich aber auch in Gesellschaften der Verbände Caucalidion oder Sisymbrion. Er steigt im Wallis bis 1100 Meter Meereshöhe auf.
Die ökologischen Zeigerwerte nach Landolt et al. 2010 sind in der Schweiz: Feuchtezahl F = 2 (mäßig trocken), Lichtzahl L = 4 (hell), Reaktionszahl R = 4 (neutral bis basisch), Temperaturzahl T = 4 (kollin), Nährstoffzahl N = 3 (mäßig nährstoffarm bis mäßig nährstoffreich), Kontinentalitätszahl K = 4 (subkontinental).

## Taxonomie
Die akzeptierte Erstbeschreibung erfolgte 1829 unter dem Namen Malva setigera K.F.Schimp. & Spenn. durch Karl Friedrich Schimper und Fridolin Karl Leopold Spenner in Flora Friburgensis ... 3, S. 886. Synonyme für Malva setigera K.F.Schimp. & Spenn. sind: Althaea hirsuta L., Dinacrusa hirsuta (L.) G.Krebs, Althaea hispida Moench, Althaea mutica J.Gay ex Ball, Axolopha hirsuta (L.) Alef., Malva hirsuta (L.) E.H.L.Krause, J.Sturm nom. illeg.
In manchen Quellen gilt die Erstveröffentlichung von Althaea hirsuta, die 1753 durch Carl von Linné in Species Plantarum, Tomus 2, S. 687 erfolgte, als gültiger Artname.